# Gran Premio di Cina 2009
Il Gran Premio di Cina 2009 è la terza prova della stagione 2009 del Campionato mondiale di Formula 1. Si è corso domenica 19 aprile 2009 a Shanghai e la gara è stata vinta da Sebastian Vettel su Red Bull, seguito dal compagno di squadra Mark Webber e da Jenson Button su Brawn.
Per la Red Bull Racing si è trattato del primo successo nella sua storia.

## Vigilia
Il 15 aprile la FIA rigetta il ricorso contro le soluzioni tecniche adottate da Brawn GP, Williams e Toyota. Le classifiche dei primi due gran premi della stagione vengono così definitivamente confermate.
A seguito di questa decisione Renault e McLaren decidono subito di introdurre un nuovo profilo per il loro diffusore. La corsa contro il tempo è così serrata che la Renault riesce a montare il dispositivo solo sulla vettura di Fernando Alonso il sabato.
Il fornitore unico di pneumatici, la Bridgestone, annuncia che a Shanghai porterà gomme con mescola super-tenera e media.
La BMW Sauber prevede di montare per la prima volta anche sulla vettura di Robert Kubica il KERS (almeno nelle libere), mentre alla Ferrari, dove Chris Dyer prende il posto di Luca Baldisseri come team manager, si decide di non adottare per questa gara tale dispositivo.
I team italiani, Ferrari e Toro Rosso e Jarno Trulli danno il loro sostegno alle vittime del Terremoto dell'Aquila tramite l'iniziativa di Trulli  "Abruzzo nel cuore". Sulle Ferrari viene portata la scritta "Abruzzo nel cuore" mentre Trulli pone il logo sulla tuta. Le Toro Rosso espongono la scritta "Vicini All'Abruzzo" sulla livrea.

## Prove
Nella prima sessione del venerdì si è avuta questa situazione:
| Pos | N  | Pilota             | Squadra/Motore   | Tempo    | Gap   | Giri |
| --- | -- | ------------------ | ---------------- | -------- | ----- | ---- |
| 1   | 1  | Lewis Hamilton     | McLaren-Mercedes | 1'37"334 |       | 22   |
| 2   | 22 | Jenson Button      | Brawn-Mercedes   | 1'37"450 | 0"116 | 18   |
| 3   | 23 | Rubens Barrichello | Brawn-Mercedes   | 1'37"566 | 0"232 | 19   |

Nella seconda sessione del venerdì si è avuta questa situazione:
| Pos | N  | Pilota             | Squadra/Motore  | Tempo    | Gap   | Giri |
| --- | -- | ------------------ | --------------- | -------- | ----- | ---- |
| 1   | 22 | Jenson Button      | Brawn-Mercedes  | 1'35"679 |       | 35   |
| 2   | 16 | Nico Rosberg       | Williams-Toyota | 1'35"704 | 0"025 | 36   |
| 3   | 23 | Rubens Barrichello | Brawn-Mercedes  | 1'35"881 | 0"202 | 35   |

Nella sessione del sabato mattina si è avuta questa situazione:
| Pos | N  | Pilota         | Squadra/Motore   | Tempo    | Gap   | Giri |
| --- | -- | -------------- | ---------------- | -------- | ----- | ---- |
| 1   | 16 | Nico Rosberg   | Williams-Toyota  | 1'36"133 |       | 17   |
| 2   | 9  | Jarno Trulli   | Toyota           | 1'36"272 | 0"139 | 22   |
| 3   | 1  | Lewis Hamilton | McLaren-Mercedes | 1'36"330 | 0"197 | 35   |

## Qualifiche
Nella sessione di qualificazione si è avuta questa situazione:
| Pos | N  | Pilota               | Costruttore/Motore      | Q1       | Q2       | Q3       | Giri | Griglia | Massa |
| --- | -- | -------------------- | ----------------------- | -------- | -------- | -------- | ---- | ------- | ----- |
| 1   | 15 | Sebastian Vettel     | Red Bull-Renault        | 1'36"565 | 1'35"130 | 1'36"184 | 11   | 1       | 644   |
| 2   | 7  | Fernando Alonso      | Renault                 | 1'36"443 | 1'35"803 | 1'36"381 | 21   | 2       | 637   |
| 3   | 14 | Mark Webber          | Red Bull-Renault        | 1'35"751 | 1'35"173 | 1'36"466 | 19   | 3       | 646,5 |
| 4   | 23 | Rubens Barrichello   | Brawn-Mercedes          | 1'35"701 | 1'35"503 | 1'36"493 | 21   | 4       | 661   |
| 5   | 22 | Jenson Button        | Brawn-Mercedes          | 1'35"533 | 1'35"556 | 1'36"532 | 19   | 5       | 659   |
| 6   | 9  | Jarno Trulli         | Toyota                  | 1'36"308 | 1'35"645 | 1'36"835 | 21   | 6       | 664,5 |
| 7   | 16 | Nico Rosberg         | Williams-Toyota         | 1'35"941 | 1'35"809 | 1'37"397 | 23   | 7       | 650,5 |
| 8   | 4  | Kimi Räikkönen       | Ferrari                 | 1'36"137 | 1'35"856 | 1'38"089 | 19   | 8       | 673,5 |
| 9   | 1  | Lewis Hamilton       | McLaren-Mercedes        | 1'35"776 | 1'35"740 | 1'38"595 | 17   | 9       | 679   |
| 10  | 12 | Sébastien Buemi      | Toro Rosso-Ferrari      | 1'36"284 | 1'35"965 | 1'39"321 | 21   | 10      | 673   |
| 11  | 6  | Nick Heidfeld        | BMW Sauber              | 1'36"525 | 1'35"975 |          | 14   | 11      | 679   |
| 12  | 2  | Heikki Kovalainen    | McLaren-Mercedes        | 1'36"646 | 1'36"032 |          | 10   | 12      | 697   |
| 13  | 3  | Felipe Massa         | Ferrari                 | 1'36"178 | 1'36"033 |          | 11   | 13      | 690   |
| 14  | 10 | Timo Glock           | Toyota                  | 1'36"364 | 1'36"066 |          | 14   | 19      | 682.7 |
| 15  | 17 | Kazuki Nakajima      | Williams-Toyota         | 1'36"673 | 1'36"193 |          | 13   | 14      | 690   |
| 16  | 11 | Sébastien Bourdais   | Toro Rosso-Ferrari      | 1'36"906 |          |          | 10   | 15      | 697,9 |
| 17  | 8  | Nelson Piquet Jr.    | Renault                 | 1'36"908 |          |          | 10   | 16      | 659   |
| 18  | 5  | Robert Kubica        | BMW Sauber              | 1'36"966 |          |          | 8    | 17      | 648   |
| 19  | 20 | Adrian Sutil         | Force India F1-Mercedes | 1'37"669 |          |          | 10   | 18      | 652   |
| 20  | 21 | Giancarlo Fisichella | Force India F1-Mercedes | 1'37"672 |          |          | 10   | 20      | 679,5 |

- Glock è stato penalizzato di 5 posizioni per aver sostituito il cambio[17].

## Gara

### Resoconto
La partenza viene data dietro la Safety car dato che le condizioni meteorologiche sono di pioggia intensa, e la direzione gara ritiene troppo pericolosa una partenza regolare. Durante la permanenza in pista della vettura di sicurezza, alcuni piloti, compreso Alonso e Nico Rosberg rientrano ai box per il loro primo stop e caricare più benzina. La Safety car lascia il circuito dopo 8 giri: le due Red Bull di Sebastian Vettel e Mark Webber conducono la gara, guadagnando molto vantaggio sulle Brawn; al giro 11 Jenson Button approfitta di un errore di Rubens Barrichello per salire al terzo posto. Dietro ai primi quattro, Hamilton passa subito Kimi Räikkönen e poi anche Trulli, salendo al quinto posto. Subito dopo, tuttavia l’inglese commette un errore e perde diverse posizioni, dovendo qui rimontare di nuovo. Il suo testimone è raccolto da Sébastien Buemi e Felipe Massa che risalgono la china con bei sorpassi. Ai giri 14 e 15 intanto le due RedBull eseguono i primi pit-stop.

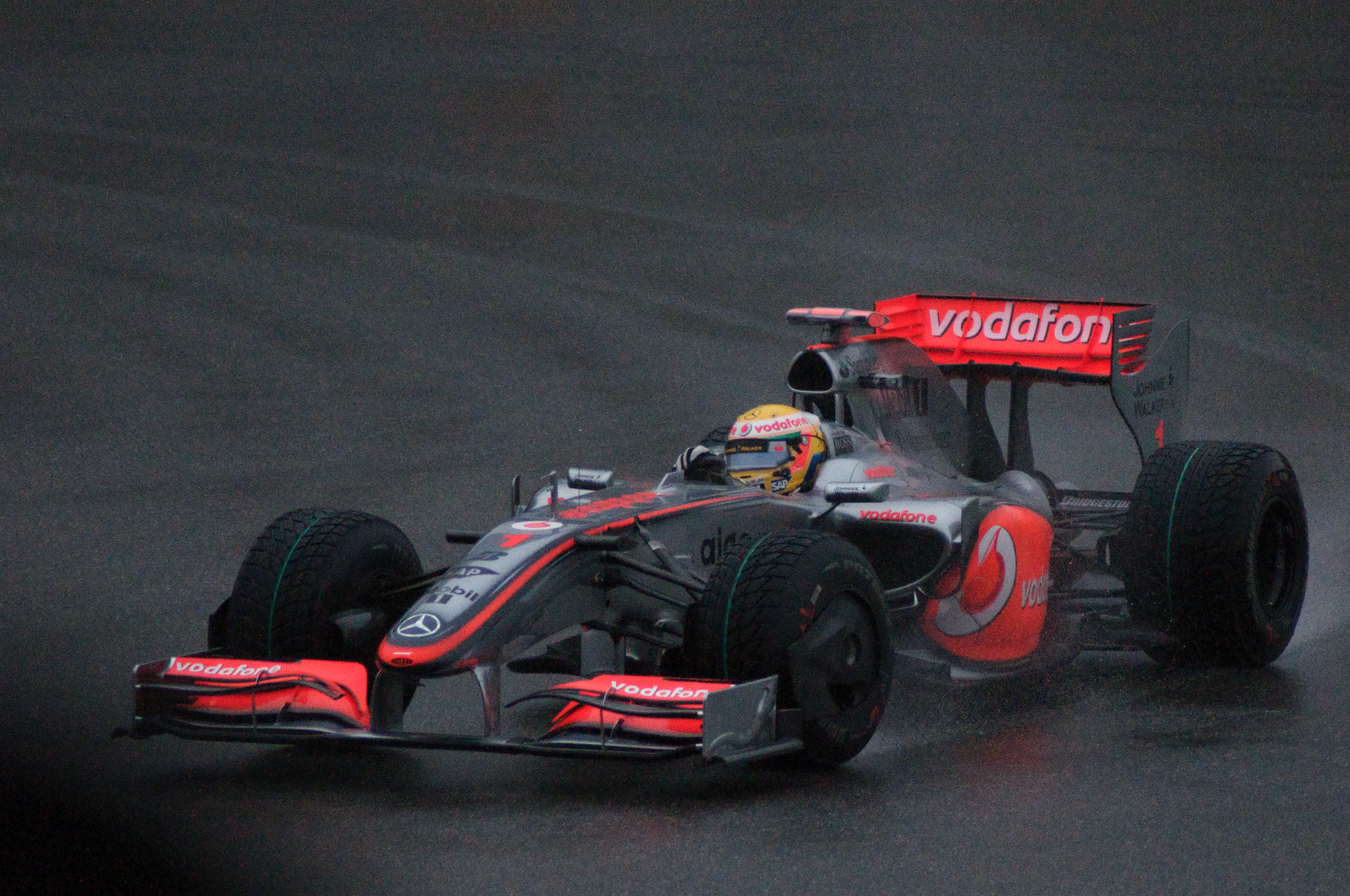
Lewis Hamilton su McLaren.

Al 17º giro Kubica, a causa della scarsa visibilità, tampona Trulli, rompendo l'alettone posteriore dell'italiano e costringendolo al ritiro. I detriti in pista costringono una nuova entrata della Safety car. Le due Brawn effettuano il loro stop, mentre l’ottimo Buemi tampona Vettel ed è costretto a sostituire l’ala anteriore. Massa, ora 3°, accusa un problema elettrico alla sua Ferrari ed è costretto a parcheggiare la sua vettura sul rettilineo. Alla ripartenza l’ordine è Vettel, Button, Webber, Raikkonen, Hamilton, Kovalainen e Barrichello. Ancora una volta Hamilton passa Raikkonen, che a metà gara effettua il suo unico stop. Contemporaneamente un lungo di Button concede a Webber la seconda piazza. Intanto sono numerosi i testacoda da parte di vari piloti, mentre sorprende la Force India di Sutil che supera addirittura il campione mondiale in carica, Hamilton, trovandosi 6° a pochi giri dalla fine.
Proprio il tedesco ha uno sfortunato testacoda a causa dell'acquaplaning e sbatte contro le barriere rovinando la sua ottima gara e la possibilità dei primi punti iridati per la scuderia. Vettel intanto comanda senza problemi, concedendosi pure un sorpasso superfluo su Button, il quale avrebbe comunque dovuto fermarsi per il pit-stop. La gara termina molto vicino al limite delle due ore, con la prima vittoria (e doppietta) della Red Bull. La Brawn GP e Button continuano a essere i leader del mondiale, con la Red Bull che conquista il secondo posto in classifica costruttori. Male la Ferrari ancora a zero dopo 3 gare; recupera la McLaren con il 5º e 6º posto di Hamilton e Kovalainen che portano in dote 7 punti.
Al termine del gran premio viene erroneamente suonato l'inno britannico per celebrare la vittoria della Red Bull. La scuderia ha sede nel Regno Unito ma è registrata presso l'autorità austriaca. A partire dalla successiva vittoria, è sempre stato suonato l'inno austriaco.

### Risultati

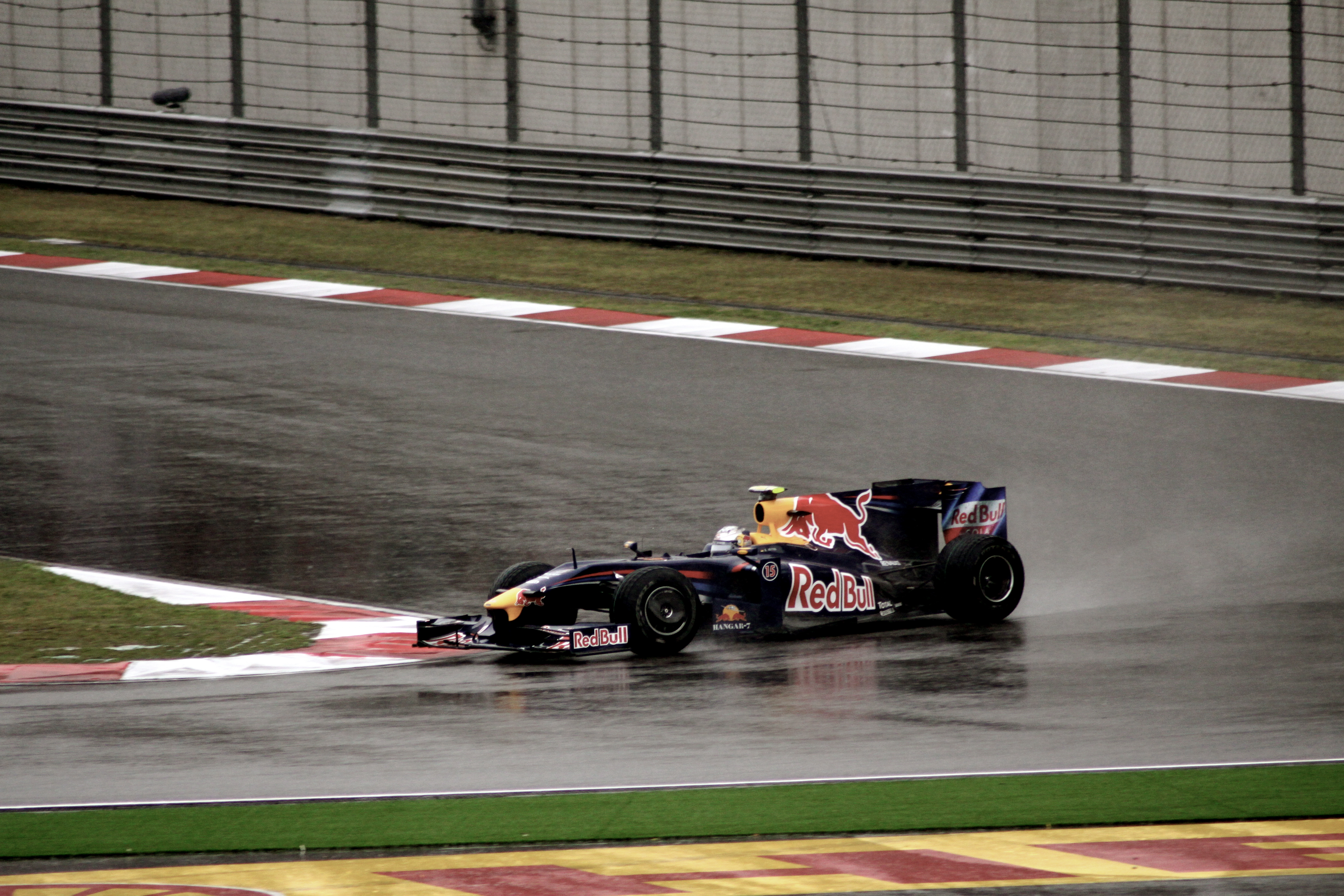
Sebastian Vettel su Red Bull.

I risultati del GP sono stati i seguenti:
| Pos | N. | Pilota               | Costruttore/Motore   | Giri | Tempo/Ritiro            | Griglia | Punti |
| --- | -- | -------------------- | -------------------- | ---- | ----------------------- | ------- | ----- |
| 1   | 15 | Sebastian Vettel     | Red Bull-Renault     | 56   | 1h57'43"485             | 1       | 10    |
| 2   | 14 | Mark Webber          | Red Bull-Renault     | 56   | +10"970                 | 3       | 8     |
| 3   | 22 | Jenson Button        | Brawn-Mercedes       | 56   | +44"975                 | 5       | 6     |
| 4   | 23 | Rubens Barrichello   | Brawn-Mercedes       | 56   | +1'03"704               | 4       | 5     |
| 5   | 2  | Heikki Kovalainen    | McLaren-Mercedes     | 56   | +1'05"102               | 12      | 4     |
| 6   | 1  | Lewis Hamilton       | McLaren-Mercedes     | 56   | +1'11.866               | 9       | 3     |
| 7   | 10 | Timo Glock           | Toyota               | 56   | +1'14"476               | 19      | 2     |
| 8   | 12 | Sébastien Buemi      | Toro Rosso-Ferrari   | 56   | +1'16"439               | 10      | 1     |
| 9   | 7  | Fernando Alonso      | Renault              | 56   | +1'24"309               | 2       |       |
| 10  | 4  | Kimi Räikkönen       | Ferrari              | 56   | +1'31"750               | 8       |       |
| 11  | 11 | Sébastien Bourdais   | Toro Rosso-Ferrari   | 56   | +1'34"156               | 15      |       |
| 12  | 6  | Nick Heidfeld        | BMW Sauber           | 56   | +1'35"834               | 11      |       |
| 13  | 5  | Robert Kubica        | BMW Sauber           | 56   | +1'46"853               | 17      |       |
| 14  | 21 | Giancarlo Fisichella | Force India-Mercedes | 55   | +1 giro                 | 20      |       |
| 15  | 16 | Nico Rosberg         | Williams-Toyota      | 55   | +1 giro                 | 7       |       |
| 16  | 8  | Nelson Piquet Jr.    | Renault              | 54   | +2 giri                 | 16      |       |
| 17  | 20 | Adrian Sutil         | Force India-Mercedes | 50   | Incidente               | 18      |       |
| Rit | 17 | Kazuki Nakajima      | Williams-Toyota      | 43   | Trasmissione            | 14      |       |
| Rit | 3  | Felipe Massa         | Ferrari              | 20   | Problema elettrico      | 13      |       |
| Rit | 9  | Jarno Trulli         | Toyota               | 18   | Collisione con R.Kubica | 6       |       |

## Classifiche Mondiali

### Piloti
| Pos | Pilota             | Punti |
| --- | ------------------ | ----- |
| 1   | Jenson Button      | 21    |
| 2   | Rubens Barrichello | 15    |
| 3   | Sebastian Vettel   | 10    |
| 4   | Timo Glock         | 10    |
| 5   | Mark Webber        | 9,5   |
| 6   | Jarno Trulli       | 8,5   |
| 7   | Nick Heidfeld      | 4     |
| 8   | Fernando Alonso    | 4     |
| 9   | Heikki Kovalainen  | 4     |
| 10  | Lewis Hamilton     | 4     |
| 11  | Nico Rosberg       | 3,5   |
| 12  | Sébastien Buemi    | 3     |
| 13  | Sébastien Bourdais | 1     |

### Costruttori
| Pos | Team             | Punti |
| --- | ---------------- | ----- |
| 1   | Brawn-Mercedes   | 36    |
| 2   | RBR-Renault      | 19,5  |
| 3   | Toyota           | 18,5  |
| 4   | McLaren-Mercedes | 8     |
| 5   | BMW Sauber       | 4     |
| 6   | Renault          | 4     |
| 7   | STR-Ferrari      | 4     |
| 8   | Williams-Toyota  | 3,5   |